# Yrjö Vuolio
Yrjö Viljam Vuolio (ur. 8 grudnia 1888 w Tampere, zm. 2 września 1948 tamże) — gimnastyk reprezentujący Finlandię, olimpijczyk.
Uczestniczył w rywalizacji na V Igrzyskach Olimpijskich rozgrywanych w Sztokholmie w 1912 roku. Startował tam w jednej konkurencji gimnastycznej – w wieloboju indywidualnym. Ostatecznie nie zakończył rywalizację po dwóch z czterech konkurencji (23,25 punktu za ćwiczenia na drążku, 29,00 punktów za ćwiczenia na poręczach) i został sklasyfikowany. 